# Felice Mueller
Felice Mueller (White Plains, 15 de octubre de 1989) es una deportista estadounidense que compite en remo.
Ganó cinco medallas en el Campeonato Mundial de Remo entre los años 2013 y 2019. Participó en los Juegos Olímpicos de Río de Janeiro 2016, ocupando el cuarto lugar en la prueba de dos sin timonel.

## Palmarés internacional
| Campeonato Mundial | Campeonato Mundial       | Campeonato Mundial | Campeonato Mundial |
| Año                | Lugar                    | Medalla            | Prueba             |
| ------------------ | ------------------------ | ------------------ | ------------------ |
| 2013               | Chungju (Corea del Sur)  | Medalla de oro     | Cuatro sin timonel |
| 2014               | Ámsterdam (Países Bajos) | Medalla de bronce  | Cuatro scull       |
| 2015               | Aiguebelette (Francia)   | Medalla de bronce  | Dos sin timonel    |
| 2018               | Plovdiv (Bulgaria)       | Medalla de oro     | Ocho con timonel   |
| 2019               | Ottensheim (Austria)     | Medalla de bronce  | Ocho con timonel   |